# Käpt’n Balu und seine tollkühne Crew
Käpt’n Balu und seine tollkühne Crew ist eine Zeichentrickserie mit anthropomorphen Tieren, deren 65 Folgen zwischen 1990 und 1991 als Teil des Disney Afternoons erstausgestrahlt wurden. Wie bereits zuvor in diesem Programmfenster wurden dafür schon etablierte Disney-Figuren adaptiert, hier aus dem Dschungelbuch. Balu der Bär bestreitet nun Abenteuer als Pilot unter Verwendung vieler Versatzstücke aus klassischen Hollywood-Produktionen der 1930er und -40er. Der Originaltitel TaleSpin leitet sich ab von englisch to spin a tale ‚eine Geschichte spinnen; fabulieren‘ und ist ein Homophon zu tailspin ‚Spiralsturz‘.

## Inhalt

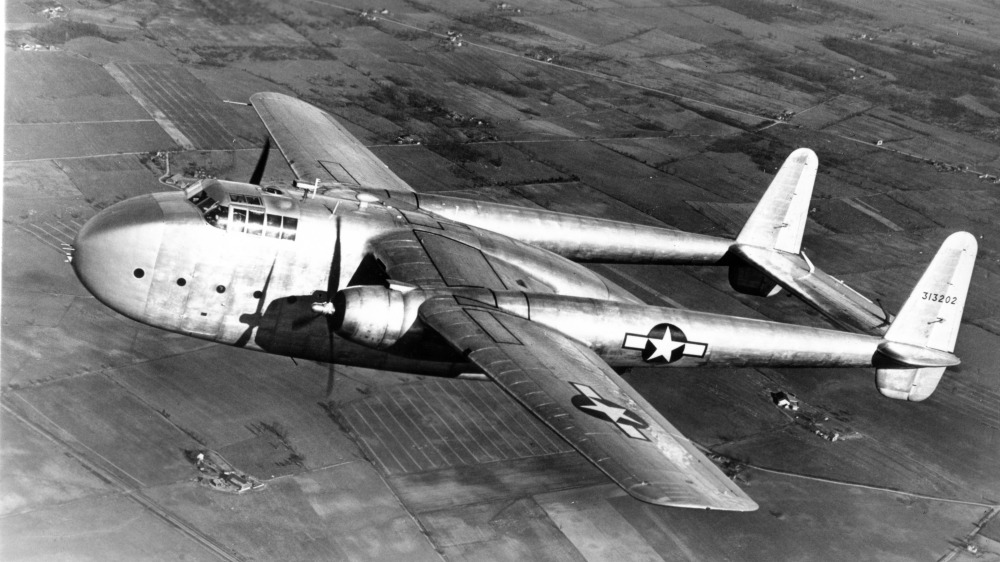
Die ‚Seegans‘ teilt sich die Bauweise mit dem Transportflugzeug Fairchild C-82 (ab 1944).

Schauplatz ist die tropische Hafenstadt Kap Suzette (orig. Cape Suzette, eine Anspielung auf Crêpe Suzette), umgeben von riesigen Klippen, die bloß eine kleine Klamm zum Meer offen lassen. Dort sind zum Schutz vor marodierenden Luftpiraten Kanonen postiert. Zu Beginn zwingen hohe Schulden den Mietpiloten Balu, seinen Frachtdienst an die junge Geschäftsfrau Rebecca Cunningham zu verkaufen, die es von nun an unter dem Namen ‚Höher und Höher‘ (orig. Higher for Hire) betreibt. Kit Wolkenflitzer, ein Waisenjunge und früherer Luftpirat, schließt sich als Navigator an. Zusammen mit Balu bildet er die Crew des einzigen Flugzeuges des Unternehmens, eines gelben Amphibienflugzeugs vom fiktiven Typ Conwing L-16 mit dem Namen ‚Seegans‘ (orig. Sea Duck).
Im Zuge ihrer Aufträge treffen sie wiederholt auf die Luftpiraten unter dem theatralischen Anführer Don Kanaille oder geraten mit den Warzenschweinen aus Drübenien (orig. Thembria) aneinander, einer verarmten Militärdiktatur als Parodie auf Stalins Sowjetunion. Dort leidet nicht nur die Bevölkerung unter einer schlechten Versorgung, auch das Militär unterliegt einem Sparzwang: Oft können die Protagonisten brenzligen Situationen bereits entkommen, weil drübenisches Kriegsgerät entweder nur eingeschränkt oder gar nicht einsatzfähig ist. Zu Hause in Kap Suzette wiederum bekommen sie es mehrfach mit dem undurchsichtigen Geschäftsmann Shir Khan zu tun. Dieser zeigt sich zwar als harte Machtfigur, aber auch als fairer Gegenspieler.
Die Handlung spielt zwei Jahrzehnte nach dem „Großen Krieg“, und auch die Art-déco-Architektur und Technologie sind Ende der 1930er verortet – als Leitmedium dient hier noch das Radio. Zusätzlich orientiert sich die Serie an den Geschichten dieser Epoche wie den klassischen Abenteuer-Serials oder -Comics (z. B. Tailspin Tommy). ‚Louies‘ Nachtclub wiederum verweist als „staatenloser“ Treffpunkt direkt auf ‚Rick’s Café Américain‘ aus Casablanca (1942). Zeitgenössische Anspielungen finden sich auch bei den Figurennamen, darunter Hans Albern, oder Folgentiteln wie Citizen Khan. Und das neckische Verhältnis zwischen Balu und Rebecca lehnt sich an die damals populären Screwball-Komödien an: Zwar geraten die grundverschiedenen Gemüter schnell und wortreich aneinander, hegen aber trotzdem eine tiefe, gegenseitige Anerkennung.

## Figuren

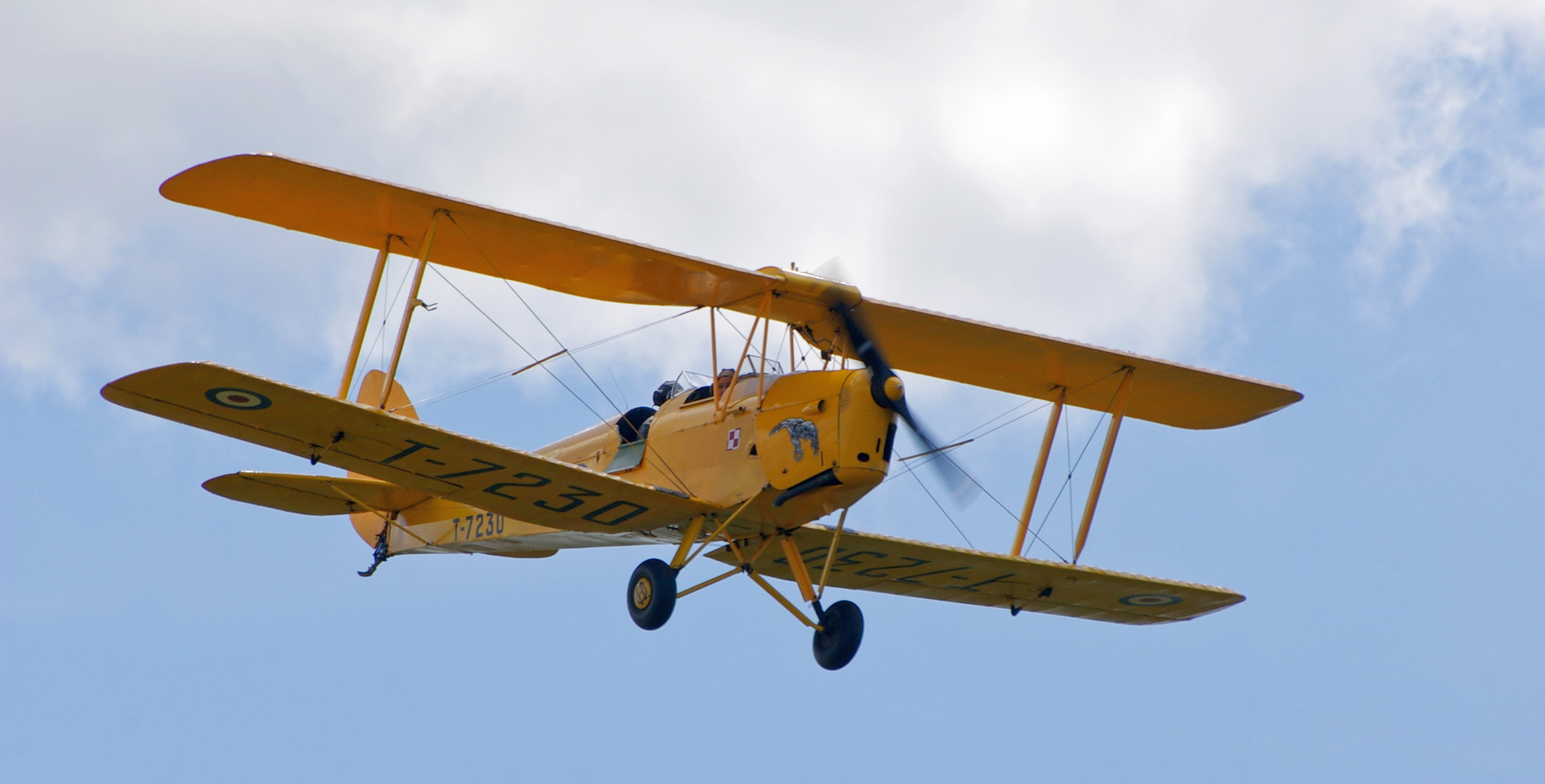
Die Tiger Moth (ab 1932) wurde dank vieler Filmauftritte zur Flugzeugikone. Auch die Luftpiraten fliegen vergleichbare Doppeldecker.

| Figur                | Originalsprecher                      | Deutscher Sprecher                     |
| -------------------- | ------------------------------------- | -------------------------------------- |
| Balu                 | Ed Gilbert                            | Tom Deininger Torsten Münchow (Ep. 12) |
| Kit Wolkenflitzer    | Alan Roberts (#1) R. J. Williams (#2) | Tobias Müller Bela Seidler (Ep. 12)    |
| Becky Cunningham     | Sally Struthers                       | Marijam Agischewa                      |
| Molly Cunningham     | Janna Michaels                        | Daniela Reidies                        |
| Louie                | Jim Cummings                          | Dieter Kursawe                         |
| Don Kanaille         | Jim Cummings                          | Klaus-Dieter Klebsch                   |
| Brutus               | Charlie Adler                         | Gerry Jochum                           |
| Schrotthaufen        | Chuck McCann                          | Karl-Heinz Grewe                       |
| Jacques              | Tony Jay                              |                                        |
| Shir Khan            | Tony Jay                              | Michael Telloke                        |
| Wildkatz             | Pat Fraley                            | Frank Lenart                           |
| Oberst Kübel         | Michael Gough                         | Frank Lenart                           |
| Feldwebel Dumpfbacke | Lorenzo Music                         | Hans-Joachim Hanisch                   |
| Höchstmarschall      | Jack Angel                            |                                        |

Balu (orig. Baloo)
ist an den Bären aus dem Dschungelbuch angelehnt und trägt als Fliegerass stets Pilotenmütze sowie ein khakifarbenes Pilotenhemd. Einerseits faul und unzuverlässig, ist er gleichzeitig zu den wagemutigsten Flugmanövern fähig – insbesondere wenn andere seine Hilfe brauchen. Gerade gegenüber Rebecca zeigt er sich oft stur, steht aber für sie ein, wenn es darauf ankommt. Sein sorgloses Verhalten bringt ihn wiederholt in Schwierigkeiten.
Kit Wolkenflitzer (orig. Kit Cloudkicker)
ist ein halbwüchsiger Braunbär-Waise und früheres Mitglied der Luftpiraten. Sein Kostüm besteht aus einer blauen Baseball-Kappe mit rotem Rand und einem grünen Pullover. Er beherrscht das Wolkensurfen meisterhaft, sieht in Balu einen Vaterersatz („Papa Bär“) und unterstützt ihn auf der ‚Seegans‘ als Navigator. Lange auf sich allein gestellt, verfolgt Kit seinen Traum von einem eigenen Flugzeug manchmal auch eigenmächtig, kehrt aber stets zu seiner „Ersatzfamilie“ zurück; letztlich zeigt er sich für Molly als großer Bruder.
Rebecca „Becky“ Cunningham
Die alleinerziehende Bärin hat lange, braune Haare und trägt meist eine Umschlaghose sowie einen weißen Turtleneck unter einem pinken Blazer. Als gewitzte Geschäftsfrau (sechs Jahre Betriebswirtschafts-Studium) übernahm Becky ‚Balus Fliegerservice‘ samt Flugzeug und stellte Balu als Piloten ein, obwohl sie ihn für zu verantwortungslos hält. Ihr Temperament führt oft zu Kurzschlussreaktionen. Während sie sich überwiegend als rationaler Vormund gibt, enden ihre hochfliegenden und riskanten Pläne immer wieder in gefährlichen Situationen für Unternehmen und Mitarbeiter.
Molly Cunningham
Rebeccas Tochter hat wie ihre Mutter keine Angst, stets ihre Meinung zu verkünden. Sie hat einen goldfarbenen Pelz und verkleidet sich gern als die ‚Königin der Macht‘ (orig. Danger Woman) aus ihrer Lieblingsradiosendung. Das aufgeweckte Kind nutzt jede Gelegenheit, Kit und Balu auf ihren Abenteuern zu begleiten.
Louie
betreibt ‚Louies‘ Tiki-Bar und Motel auf einer kleinen Insel knapp außerhalb des Einflussbereichs von Kap Suzette. Der lebensfrohe Orang-Utan in Hawaiihemd und Strohhut ist Balus engster Freund, mit dem er dennoch ab und an im Geschäftlichen wie Privaten wetteifert. Die Figur entstammt wie Balu Disneys Dschungelbuch.
Don Kanaille (orig. Don Karnage)
Der exzentrische, säbelbewehrte Rotwolf führt die Luftpiraten auf dem riesigen Luftschiff ‚Eisengeier‘ (orig. Iron Vulture). Als Zeichen seines übergroßen Egos tritt er stets in einem blauen Napoleon-Mantel mit goldenem Futter an seinem hohen Kragen und goldenen Knöpfen auf. Diese Selbstüberschätzung steht seinen durchtriebenen Plänen aber regelmäßig im Weg. Sein südländischer Akzent vermischt Anleihen aus verschiedensten Sprachen. Zusätzlich zu vielen Wortverdrehern drückt sich Kanaille oft sehr blumig aus, z. B. „Der ruchlose Pirat Don Kanaille – das bin ich – ist sehr verärgert!“, „Nicht-oder?“ und „Seid hastig, ihr Mannen! Mir läuft schon das Wasser im Munde zusammen.“
Brutus (orig. Mad Dog)
dient als Kanailles erster Maat. Der dürre Dackel mit langem Fu-Manchu-Schnurrbart und Fliegerbrille ist im Vergleich zu seinem üblichen Kumpanen Schrotthaufen etwas durchtriebener, was aber noch nicht viel heißt.
Schrotthaufen (orig. Dumptruck)
Die Dogge ist der zweite in der Kommandohierarchie des ‚Eisengeiers‘ und ernennt sich in Folge 57 Die siamesischen Zwillinge während Kanailles Abwesenheit selbst zum Kapitän. Er spricht mit holländischem Akzent und trägt Zylinder. Schrotthaufen ist einer der unbarmherzigsten, aber auch dümmsten unter den Piraten.
Jacques (orig. Jock)
ist Pilot und Cheftechniker des ‚Eisengeiers‘. Kanaille kann sich seinen Namen nicht merken, weshalb er ihn meist schlicht als „Scotty“ bezeichnet, sehr zu Jacques’ Missfallen. Der Scottish Terrier kommt ursprünglich aus Susi und Strolch.
Shir Khan (orig. Shere Khan)
leitet unangefochten den Khan-Konzern, die vorherrschende Wirtschaftsmacht in Kap Suzette. Extremer Reichtum hat den Königstiger unbarmherzig und leicht arrogant gemacht, sein oberstes Interesse gilt dem eigenen Profit. Trotzdem hat er grimmigen Respekt vor Balus Flugkünsten. Sein Unternehmen betätigt sich weltweit in Reederei und Luftfracht und besitzt zur Abwehr von Luftpiraten sogar eigene Kampfflugzeuge und Kriegsschiffe. In Notfällen setzt Khan diese Armada aber auch für den Schutz von Kap Suzette ein. Shir Khan wurde ebenfalls aus dem Dschungelbuch übernommen.
Wildkatz (orig. Wildcat)
arbeitet als Mechaniker bei ‚Höher und Höher‘. Das planlose, zum Teil kindische Auftreten dieses lispelnden Löwen steht im Kontrast zu seiner Begabung im Umgang mit jeder Art Technik. So gelingt es ihm, zerstörte Telefone in Sekunden zu reparieren. Zu verschiedenen Anlässen erweist sich Wildkatz auch als fähiger Pilot.
Oberst Kübel (orig. Colonel Ivanod Spigot)
befehligt die drübenische Luftwaffe, obwohl er selbst nicht fliegen kann. Seine Größe kompensiert er mit einem Napoleon-Komplex: Meist wird das ausgesprochen kleine Warzenschwein von riesigen Soldaten flankiert, die auf Kommando auch handgreiflich werden. In seiner hohen, lispelnden Stimme stellt er sich oft vor mit „Ich bin Oberst Kübel! … Vielleicht wissen Sie schon von mir?“
Feldwebel Dumpfbacke (orig. Sergeant Dunder)
begleitet Oberst Kübel als Adjutant fast überall hin. Der etwas begriffsstutzige Dumpfbacke hält nicht viel von den skrupellosen Plänen Kübels und der Regierung, bringt dies aber selten zum Ausdruck. Als loyaler Soldat nimmt er pflichtbewusst die Schuld für alle Niederlagen auf sich.
Höchstmarschall (orig. High Marshal)
Der höchste Militär in Drübenien gilt als „Held der Nation“. Er ist mürrisch, humorlos und verachtet Kübels Inkompetenz. Für jede noch so geringfügige Straftat droht er ihm mit lebenslanger Haft oder Hinrichtung. Obwohl der Höchstmarschall als Anführer der Parteien in Drübenien auftritt, bekommt er doch selbst Anweisungen von der Regierung. Mit seinen buschigen Augenbrauen ähnelt er Leonid Breschnew. Seine namenlose Gattin, für die Wiktorija Breschnewa Pate stand, ist so stark, dass er nach einem einzigen Schlag von ihr zu Boden geht.

## Entstehung

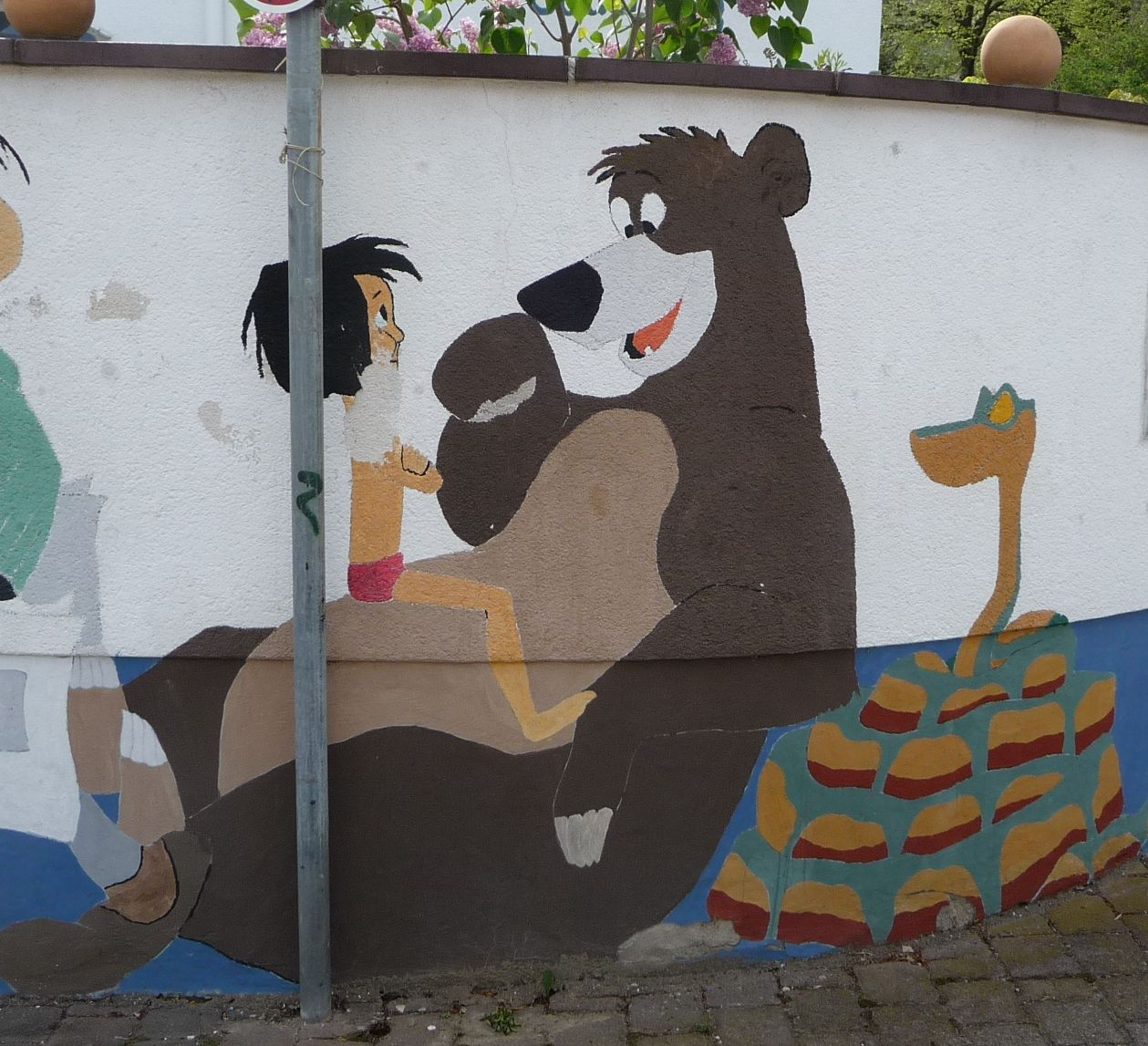
Die Serie entstand um Balu aus Disneys Dschungelbuch.

Als Michael Eisner 1984 Disneys neuer Geschäftsführer wurde, hatte das Unternehmen über ein Jahrzehnt an Fehlschlägen hinter sich. Doch Eisner wollte an die reiche Tradition des Studios anknüpfen und so diesen „Dornröschenschlaf“ beenden. Potential sah er insbesondere beim Fernsehen, das bis dato von technisch beschränktem und weitgehend werblichem Zeichentrick bestimmt war. Um sich davon mit ambitionierter Animation abzuheben, erhielt die neu gegründete Disney Television Animation ein üppiges Budget. Damit belebte sie zunächst etablierte Vorlagen aus dem Studioarchiv wieder, und zwar die Carl-Barks-Comics für DuckTales sowie klassische Kino-Cartoons für Chip & Chap.
Ausgehend vom Erfolg der DuckTales entstand schließlich der Plan für den zweistündigen Programmblock The Disney Afternoon. Doch hierfür fehlte den zuständigen Autoren Jymn Magon und Mark Zaslove noch ein neues, halbstündiges Format. Bereits früh wählten sie Balu aus dem Dschungelbuch zur Hauptfigur aufgrund seiner entspannten Attitüde. Nach einigen Irrwegen erweiterte Magon das Konzept um einen Luftfrachtdienst – eine verworfene Idee für Quack den Bruchpiloten aus DuckTales. Von da an entstand das Grundgerüst in nur drei Tagen: Kit übernahm Moglis Rolle als Ziehsohn aus dem Kinofilm und die Dynamik zwischen Sam und Rebecca aus der damals populären Sitcom Cheers inspirierte die Figur der Becky.
Für den Serienstil bedienten sich Magon und Zaslove bei einer laufenden 1930er-Retro-Welle, die maßgeblich vom Erfolg der Indiana-Jones-Filme und Disneys eigenem Roger Rabbit ausgelöst wurde. So fanden sich in Hayao Miyazakis Manga Hikōtei Jidai (dt. etwa ‚Die Zeit des fliegenden Boots‘) wie auch in der Fernsehserie Die Himmelhunde von Boragora Anregungen für die Pilotenabenteuer vor tropischer Kulisse. Viele Elemente entstanden aber auch direkt mit Bezug auf zeitgenössische Schwarzweißfilme wie beispielsweise der Casablanca-artige Nachtclub, für den als naheliegender Besitzer Louie auserkoren wurde – erneut aus dem Dschungelbuch. Ebenfalls dort fand man in Shir Khan die Idealbesetzung für einen zwielichtigen Großunternehmer angelehnt an den Film Noir.

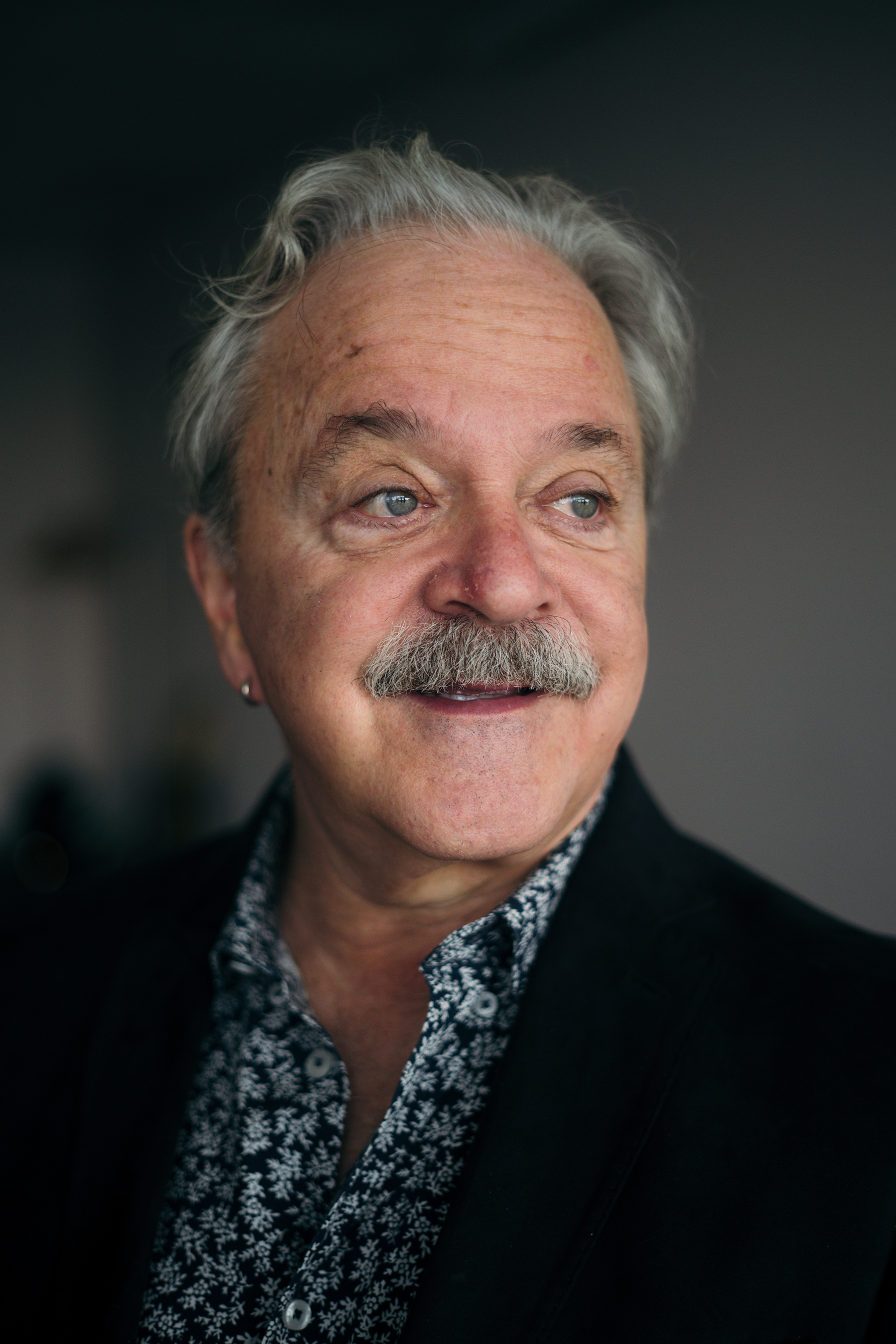
Jim Cummings sprach in jedem Disney-Afternoon-Piloten bis zu Aladdin (1994) entweder Hauptfigur oder Gegenspieler, hier war es Don Kanaille.

Magon und Zaslove übernahmen die Dialogregie der ersten vier Folgen und engagierten zunächst Balus Originalsprecher Phil Harris. Im Alter von 85 Jahren hatte dieser jedoch nicht mehr das notwendige Timing und so wurde die Rolle mit Ed Gilbert umbesetzt. Sally Struthers’ Auftritte in All in the Family (dem amerikanischen Pendant zu Ein Herz und eine Seele) machten sie zur ersten Wahl für Becky. Auch auf Disneys Stammsprecher Jim Cummings wurde wieder zurückgegriffen. Für Don Kanaille orientierte er sich an Desi Arnaz aus der Sitcom I Love Lucy, Yul Brynners Duktus aus Der König und ich sowie an einer von Komiker Billy Crystals Imitationen. Cummings übernahm zusätzlich die Figur Louie vom verstorbenen Louis Prima. Kit wurde zunächst von Alan Roberts gesprochen, aber nach elf Folgen wurde die Rolle mit dem erfahrenen Kinderdarsteller R. J. Williams neu besetzt.
Wie für Syndication üblich setzte Disney insgesamt 65 Folgen an; diese „magische Zahl“ ermöglicht eine werktägliche Ausstrahlung über 13 Wochen und somit die Programmierung von genau vier Serien im Verlauf eines Jahres. Von der Idee zum fertigen Pilotfilm dauerte es dann etwa anderthalb Jahre. Käpt’n Balu wurde ohne Produktionspause von vier Kreativteams unter Ed Ghertner, Larry Latham, Jamie Mitchell und Robert Taylor verantwortet. Pro Folge standen ihnen rund 500.000 $ zur Verfügung, noch einmal mehr als bei den DuckTales (275.000 $) oder Chip & Chap (430.000 $). Da immer mehrere Folgen gleichzeitig entstanden, war deren Reihenfolge nicht abschließend planbar und so wurde auch kein Serienfinale konzipiert.
Verschiedene Autoren lieferten die Skripte zu, darunter für die Folgen 6 Molly und das Ungeheuer und 9 Ich möchte kein Eisbär sein! auch Don Rosa, der mit seinen aufwendig recherchierten Dagobert-Duck-Geschichten später zu einem der prägendsten Disney-Comic-Autoren wurde. Die Animation übernahmen unter anderem Walt Disney Animation in Frankreich und Japan, Sun Woo Animation sowie Wang Film Productions. Nachdem sie u. a. bei den Gummibären erfolgreich zusammengearbeitet hatten, engagierte Magon erneut die Komponisten Michael und Patty Silversher. Ihr Titellied im tropischen Rhythmus nahm der erfahrene Session-Sänger Jim Gilstrap auf.

## Veröffentlichung und deutsche Fassung
Einzelne Folgen von Käpt’n Balu und seine tollkühne Crew liefen vorab zwischen 5. Mai und 15. Juli 1990 auf dem Disney Channel, während in den US-Kinos zeitgleich Das Dschungelbuch wiederaufgeführt wurde. Die richtige Ausstrahlung begann dann mit dem Pilotfilm Donner, Blitz und Don Kanaille (orig. Plunder and Lightning) am 7. September 1990 und wurde ab dem 9. Oktober als Teil des Disney Afternoons in Syndication auf US-Regionalsendern fortgesetzt. Für Wiederholungen wurde der Film in vier Einzelfolgen umgeschnitten. Die letzte Folge wurde in den USA am 8. August 1991 erstausgestrahlt.
Die deutsche Synchronfassung erstellte die Michael Eiler Synchron GmbH aus Berlin, Frank Lenart übernahm Dialogbuch und -regie. Dieser sprach dann auch die Figuren Wildkatz sowie Oberst Kübel. Für den Vorspann animierte das Berliner Studio des Donaldisten Peter Völker vier Sekunden mit dem deutschen Logo. Das Erste zeigte die Serie ab 4. April 1992 im Disney Club. Bis zu dessen letzter Ausgabe am 30. Dezember 1995 hatten insgesamt 63 Folgen in abweichender Reihenfolge Premiere. Später liefen Wiederholungen auf Super RTL (mit einer Erstausstrahlung am 15. November 1998), Disney Channel, Toon Disney und kabel eins.
Zwischen 29. August 2006 und 25. Juni 2013 veröffentlichte Walt Disney Studios Home Entertainment die komplette Serie in drei DVD-Boxen in den USA. Den drei deutschen Boxen, die bis zum 29. Mai 2013 erschienen sind, fehlen 15 Folgen. Diese Edition wurde auch für Großbritannien und Australien übernommen. Die Serie war seit dem US-Start beim Streamingdienst Disney+ verfügbar, ab dem 4. August 2021 auch auf Deutsch. Hierfür wurde nachträglich Folge 12 Versteckte Botschaft intern synchronisiert, die von Balus fehlgeschlagenen Versuchen beim Himmelsschreiben erzählt. Anstatt die Animation aufwendig einzudeutschen, nimmt Balu nun Englisch-Unterricht und die visuellen Gags wurden im Original belassen. Damit ist die komplette Serie zwar auf Deutsch fürs Heimkino erhältlich. Im Gegensatz zu den USA gibt es aber keine Gesamtedition, allen Sammlungen fehlen je verschiedene Folgen.

## Rezeption
Die Pilotfolge Donner, Blitz und Don Kanaille stieß auf positives Presseecho und wurde 1991 als Herausragende Animationssendung (abendfüllend) für einen Emmy nominiert. 2009 wählte das Webportal IGN Käpt’n Balu auf Platz 81 der besten Animationsserien und hob den kreativen Umgang mit bekannten wie neuen Figuren hervor. Im Zuge der DVD-Veröffentlichung zeigte sich der Blog dvdizzy.com beeindruckt von der prägnanten Charakterzeichnung sowie den komplexen und vielfältigen Geschichten für alle Altersklassen und befand die Serie noch immer „so unterhaltsam und mitreißend wie einige der strahlendsten Animationsserien“. Für insider.com sind die „actionreichen Abenteuer“ ein Höhepunkt im umfangreichen Serienportfolio von Disney+. Der Blog Retro Oasis sah Käpt’n Balu als „stimmigste“ Serie aus dem Disney Afternoon, auch wenn die Animationsqualität der DuckTales nicht ganz erreicht werde.

„Die Animation ist fabelhaft, prächtig und detailreich; die Bücher sind lustiger und komplexer als bei den meisten Prime-Time-Sitcoms. Und Käpt’n Balu belastet sich nicht mit den Moralappellen, in denen heutzutage so viele Kindersendungen versanden. Wie ihr verspielter Titel andeutet, will die Serie vor allem gute, mitreißende Geschichten erzählen – und das tut sie.“

## Adaptionen
Bei Disney Comics in den USA erschien 1991 eine vierteilige Miniserie zum Pilotfilm und daran anknüpfend ein monatliches Comicheft. Geschrieben bzw. adaptiert wurden die Geschichten von Bobbi J.G. Weiss. Die Absetzung nach sieben regulären Ausgaben setzte Plänen ein Ende, die Vorgeschichte zur Serie zu vertiefen; im finalen Heft wurde dies mit Kits Zeit bei den Luftpiraten begonnen. Weitere Comics erschienen zwischen 1990 und 1995 in den Reihen Disney Adventures und dem bei Marvel verlegten Disney Afternoon. Auf Deutsch erschienen diese Geschichten unter anderem in den Reihen Limit und Micky Maus präsentiert.
Es entstanden drei verschiedene Videospiele unter dem Namen der Serie. Für NES und Game Boy produzierte Capcom ein Shoot ’em up als Teil einer populären Reihe von Disney-Umsetzungen. Sega entwickelte für seine Mega-Drive- und Game-Gear-Konsolen ein Jump ’n’ Run, genauso wie NEC für die PC Engine. Zusätzlich waren die Figuren Rebbeca, Kit, Balu, Don Kanaille und Shir Khan auf den Karten in Infogrames’ Puzzlespiel Mickey's Memory Challenge (Amiga und DOS) zu sehen. Das NES-Spiel wurde 2017 als Teil von Capcoms Disney Afternoon Collection neu aufgelegt.
Das Rabbit-Studio aus Bönnigstedt bearbeitete die Tonspuren der Serie zusätzlich zu Hörspielen mit Michael Harck als Erzähler. Diese erschienen 1992 bis 1993 bei Karussell in neun Doppelfolgen auf MC. Obwohl Käpt’n Balu erfolgreich lief, gab es nicht viel Merchandise. Lediglich McDonald’s und Kellogg’s legten ihren Produkten ein paar Spielzeuge bei. 2018 brachte Funko eine Reihe von limitierten Sammelfiguren auf den Markt.
In einer Szene der Nachfolgeserie Darkwing Duck (Folge 67 Ist Kiki eine Lügnerin?) trägt Darkwing das Logo von Käpt'n Balu und seine tollkühne Crew unter seinem Kostüm. Auch in Raw Toonage, Bonkers und Aladdin finden sich Cameos aus oder Anspielungen auf Käpt’n Balu. Zwei Jahre nach Serienstart nahm Hayao Miyazaki seinen Manga Hikōtei Jidai selbst als Vorlage für den Studio-Ghibli-Film Porco Rosso, der daraufhin viele Vergleiche mit Käpt’n Balu auf sich zog.
In der 2017 angelaufenen Neuauflage der DuckTales tritt Don Kanaille mit seinen Luftpiraten als wiederkehrender Gegenspieler auf. Sprecher ist nun Jaime Camil bzw. im Deutschen Karlo Hackenberger. Auch der Khan-Konzern findet Erwähnung. In Die verlorene Fracht von Kit Wolkenflitzer aus Staffel drei wird sogar die Situation aus Käpt’n Balus Pilotfolge aufgegriffen: Der Fliegerdienst ‚Höher und Höher‘ gehört inzwischen Kit, der als Erwachsener Balu stark ähnelt. Doch die Bank pfändet die ‚Seegans‘ und verkauft sie schließlich an seine alte Freundin Molly, die nun im Evel-Knievel-Anzug den ‚Luftzirkus der todesmutigen Königin der Macht‘ leitet.

## Belege
1. ↑  Folge 2 Donner, Blitz und Don Kanaille (Teil 2)
2. ↑  Folge 64 Der Schatz im Eis
3. ↑  Roger Holland: Kids DVDs – October 2006. In: PopMatters. 11. Oktober 2006, abgerufen am 28. September 2021 (englisch).
4. 1 2  Jordan Zakarin: Life Is Like a Hurricane: An Oral History of The Disney Afternoon. In: SyFy. 1. November 2018, archiviert vom Original (nicht mehr online verfügbar) am 17. September 2021; abgerufen am 3. September 2020 (englisch).
5. 1 2  Emily St. James: DuckTales invented a new animated wonderland—that quickly disappeared. In: The A.V. Club. 11. Februar 2013, abgerufen am 19. Oktober 2022 (englisch).
6. ↑  Bill Carter: Disney's High Hopes for Afternoons. In: The New York Times. 6. November 1989, abgerufen am 3. September 2020 (englisch).
7. ↑  Brian Cronin: TV Legends: Was TaleSpin Originally Going to Star Launchpad McQuack? In: Comic Book Resources. 4. März 2018, abgerufen am 13. August 2020 (englisch).
8. ↑  Jymn Magon: Position and involvement when making Talespin? In: animationsource.org. 22. Juli 2009, abgerufen am 13. August 2020 (englisch).
9. ↑  Jymn Magon: Does Baloo have feelings for Rebecca? In: animationsource.org. 22. Juli 2009, abgerufen am 13. August 2020 (englisch).
10. ↑  Mark Zaslove: Porco Rosso likeliness? In: animationsource.org. 15. August 2009, abgerufen am 13. August 2020 (englisch).
11. 1 2 3  Interview with Jymn Magon – TaleSpin. In: totalmediabridge.com. 22. Oktober 2013, abgerufen am 13. August 2020 (englisch).
12. ↑  Jymn Magon: Voice actor decisions--Baloo and Kit. In: animationsource.org. 23. Juli 2009, abgerufen am 13. August 2020 (englisch).
13. ↑  Jim Cummings: Special Interview. In: TaleSpin. Nr. 6. Disney Comics, 1991, ISBN 1-56115-213-7, ISSN 1055-4203, S. 28 (englisch).
14. ↑  Jymn Magon: Production Information? In: animationsource.org. 22. Juli 2009, abgerufen am 13. August 2020 (englisch).
15. ↑  Charles Solomon: The Duck Stops Here… In: Los Angeles Times. 20. September 1987, abgerufen am 14. April 2021 (englisch).
16. ↑  Hal Erickson: Television Cartoon Shows. 2. Auflage. Band 1. McFardland and Company, 2005, ISBN 0-7864-2255-6, S. 201 (englisch).
17. ↑  Jymn Magon: Final Chapters. In: animationsource.org. 28. Juli 2009, abgerufen am 14. April 2021 (englisch).
18. ↑  Bill Cotter: The Wonderful World of Disney Television – A Complete History. Hyperion, 1997, S. 254, 566 f. (englisch).
19. ↑  Greg Ehrbar: “The Disney Afternoon” on Records – Part 1: The Music. In: Cartoon Research. 25. September 2018, abgerufen am 14. August 2020 (englisch).
20. ↑  Aygün Völker: PANs Studio und die Titel-Animation für „Käpt’n Balu und seine tollkühne Crew“. In: PANs Studio. 26. Juli 2021, abgerufen am 18. Oktober 2022.
21. ↑  Folge 38 Balu, der Tagedieb
22. ↑  Lukas Respondek: „Käpt’n Balu & seine tollkühne Crew“: Disney+ spendiert übersprungener Folge nach 30 Jahren eine deutsche Fassung. In: wunschliste.de. 5. August 2021, abgerufen am 11. August 2021.
23. 1 2  Ken Tucker: Tale Spin. In: Entertainment Weekly. 7. September 1990, abgerufen am 22. Februar 2021 (englisch): „The animation is marvelous, rich, and detailed; the scripts are funnier and more complex than most prime-time sitcoms. And Tale Spin isn’t saddled with the sort of moralizing that bogs down so many children’s programs these days. As its punning title implies, the show is most interested in telling good, rousing stories — and it does.“
24. ↑  81. TaleSpin. In: IGN. 14. Januar 2009, abgerufen am 12. August 2020 (englisch).
25. ↑  TaleSpin: Volume 2 DVD Review. In: dvdizzy.com. 13. November 2007, abgerufen am 14. August 2020 (englisch): „[I’m impressed by] the rich characterizations and complex stories […] for children and adults [as well as] the series' originality.“
26. ↑  TaleSpin: Volume 1 DVD Review. In: dvdizzy.com. 29. August 2006, abgerufen am 14. August 2020 (englisch): „as entertaining and engaging as some of the best beacons of television animation“
27. ↑  Phil Pirrello: The 21 best animated series you can watch on Disney Plus right now. In: Insider Inc. Axel Springer Verlag, 23. Dezember 2019, abgerufen am 13. August 2020 (englisch).
28. ↑  All In A Disney Afternoon Chapter 4: TaleSpin. In: Retro Oasis. 11. April 2018, abgerufen am 14. August 2020 (englisch): „The animation isn't as up to snuff from DuckTales [but TaleSpin still] topped DuckTales from its spot [because it] remained consistent throughout[.]“
29. ↑  Johan Rhen: TaleSpin Comic Books. In: Disneyania. 16. November 2002, abgerufen am 22. Februar 2021 (englisch).
30. ↑  Chip & Jonathan Carter: Fans of Talespin Cartoons Can Look Forward to More Fun. In: Chicago Tribune. 10. Januar 1992, abgerufen am 22. Februar 2021 (englisch).
31. ↑  Hans Joachim Herwald: Hörspiele D E F. In: Rabbit-Studio. Abgerufen am 12. November 2024.
32. ↑  Jymn Magon: Disney's Opinion About Talespin? In: animationsource.org. 23. Juli 2009, abgerufen am 14. April 2021 (englisch).
33. ↑  Marc Snetiker: DuckTales surprises Comic-Con with Rescue Rangers, Daisy Duck, and Lin-Manuel Miranda. In: Entertainment Weekly. 19. Juli 2019, abgerufen am 13. August 2020 (englisch).